# Tân Thạnh, Giá Rai
Tân Thạnh là một xã thuộc thị xã Giá Rai, tỉnh Bạc Liêu, Việt Nam.

## Địa lý
Xã Tân Thạnh nằm ở phía tây nam thị xã Giá Rai, có vị trí địa lý:
- Phía đông giáp xã Tân Phong
- Phía tây giáp tỉnh Cà Mau
- Phía nam giáp huyện Đông Hải
- Phía bắc giáp xã Phong Thạnh Tây và tỉnh Cà Mau.

Xã Tân Thạnh có diện tích 27,08 km², dân số năm 2022 là 10.820 người, mật độ dân số đạt 399 người/km².

## Hành chính
Xã Tân Thạnh được chia thành 5 ấp: 8, 9, Gò Muồng, Kinh Lớn, Xóm Mới.

## Lịch sử
Địa bàn xã Tân Thạnh trước đây là một phần xã Tân Thành thuộc huyện Cà Mau, tỉnh Minh Hải.
Ngày 25 tháng 7 năm 1979, Hội đồng Chính phủ ban hành Quyết định số 275-CP về việc chia xã Tân Thành thành 3 xã: Tân Thành, Tân Định và Tân Thạnh.
Ngày 30 tháng 8 năm 1983, Hội đồng Bộ trưởng ban hành Quyết định số 94-HĐBT về việc sáp nhập xã Tân Thạnh của huyện Cà Mau vừa giải thể vào huyện Giá Rai.
Ngày 6 tháng 11 năm 1996, Quốc hội ban hành Nghị quyết về việc chia tỉnh tỉnh Minh Hải thành tỉnh Bạc Liêu và tỉnh Cà Mau. Khi đó, xã Tân Thạnh thuộc huyện Giá Rai, tỉnh Bạc Liêu.
Ngày 15 tháng 5 năm 2015, Ủy ban Thường vụ Quốc hội ban hành Nghị quyết số 930/NQ-UBTVQH13 về việc thành lập thị xã Giá Rai thuộc tỉnh Bạc Liêu. Xã Tân Thạnh trực thuộc thị xã Giá Rai.

## Kinh tế - xã hội
Kinh tế: Nền kinh tế của xã chủ yếu dựa vào trồng lúa nước, cây ăn quả, nuôi trồng và chế biến thủy sản.
Giáo dục: Các trường học trên địa bàn xã Tân Thạnh:
- Trường Mầm non Tân Thạnh
- Trường Tiểu học Tân Thạnh
- Trường THCS Tân Thạnh
- Trường THPT Tân Thạnh.

## Giao thông
Trên địa bàn xã có nhiều sông ngòi, có Quốc lộ 1 chạy qua và Quốc lộ Quản Lộ - Phụng Hiệp đi qua ấp 8.